# Yvrac-et-Malleyrand
Yvrac-et-Malleyrand é uma comuna francesa na região administrativa da Nova Aquitânia, no departamento de Charente. Estende-se por uma área de 18,90 km². Em 2010 a comuna tinha 565 habitantes (densidade: 29,9 hab./km²).